# Apodanthes
Apodanthes là chi thực vật có hoa trong họ Apodanthaceae.